# グラウケ (小惑星)
グラウケ (288 Glauke) は小惑星帯にある小惑星の一つ。1890年2月20日にデュッセルドルフでロベルト・ルターによって発見された。彼が発見した最後の小惑星である。
ギリシア神話に登場するクレオンの娘グラウケ (Glauce) にちなんで命名された。
自転周期が50日もあり、太陽系の惑星以外の天体の中ではかなり長い部類である。(4179) トータティスと同じように“転げ回って”いるとも考えられている。